# Grímnismál

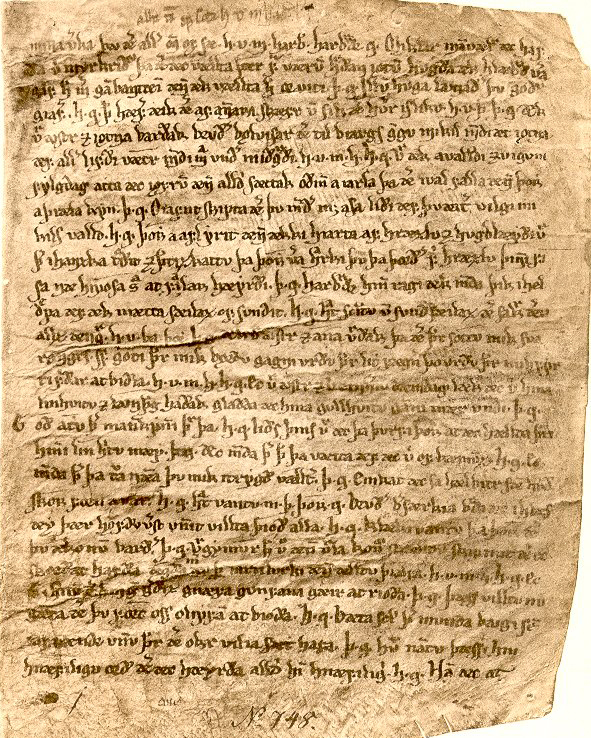
Page du manuscrit.

Le Grímnismál (Les dits de Grímnir) est l'un des poèmes mythologiques de l’Edda poétique. Il y est parlé d'après la voix de Grimnir, une des nombreuses apparences d'Odin, qui est (par erreur) torturé par le roi Geirröth. Le poème commence avec une longue section de prose qui décrit les circonstances de cette condamnation et qui débouche sur le monologue de Grimnir, qui contient 54 strophes. Le dernier morceau du poème est aussi en prose ; c'est une brève description de la mort de Geirröth (mort de sa propre épée), l'ascension de son fils et la disparition d'Odin. Les sections en prose ne faisaient pas partie de la version orale d'origine du Grímnismál.